# 89 هـ
89 هـ هي سنة في التقويم الهجري امتدت مقابلةً في التقويم الميلادي بين سنتي 707 و708.

## وفيات
- نصر بن عاصم الليثي الكناني
- وضاح اليمن